# Rivula rufescens
Rivula rufescens là một loài bướm đêm trong họ Erebidae.